# Idiodes radiata
Idiodes radiata là một loài bướm đêm trong họ Geometridae.